# العلاقات الأذربيجانية الكونغوية
العلاقات الأذربيجانية الكونغولية هي العلاقات الثنائية التي تجمع بين أذربيجان وجمهورية الكونغو.

## مقارنة بين البلدين
هذه مقارنة عامة ومرجعية للدولتين:
| وجه المقارنة                                              | أذربيجان        | [[تصنيف:صفحات تستخدم رمز علم غير موجود\|]] جمهورية الكونغو |
| --------------------------------------------------------- | --------------- | ---------------------------------------------------------- |
| المساحة (كم2)                                             | 86.60 ألف       | 342.00 ألف                                                 |
| عدد السكان (نسمة)                                         | 10.00 مليون     | 5.26 مليون                                                 |
| الكثافة السكانية (ن./كم²)                                 | 115.47          | 15.38                                                      |
| العاصمة                                                   | باكو            | برازافيل                                                   |
| اللغة الرسمية                                             | اللغة الأذرية   | لغة فرنسية                                                 |
| العملة                                                    | مانات أذربيجاني | فرنك وسط أفريقي                                            |
| الناتج المحلي الإجمالي (بليون دولار)                      | 40.75 مليار     | 8.72 مليار                                                 |
| الناتج المحلي الإجمالي (تعادل القوة الشرائية) بليون دولار | 171.56 مليار    | 29.48 مليار                                                |
| الناتج المحلي الإجمالي الاسمي للفرد دولار أمريكي          | 5.50 ألف        | 1.85 ألف                                                   |
| الناتج المحلي الإجمالي للفرد دولار أمريكي                 | 17.52 ألف       |                                                            |
| مؤشر التنمية البشرية                                      | 0.751           | 0.591                                                      |
| رمز المكالمات الدولي                                      | +994            | +242                                                       |
| رمز الإنترنت                                              | .az             | .cg                                                        |
| المنطقة الزمنية                                           | ت ع م+04:00     | ت ع م+01:00                                                |

## منظمات دولية مشتركة
يشترك البلدان في عضوية مجموعة من المنظمات الدولية، منها:
| علم المنظمة | اسم المنظمة                               | تاريخ انضمام أذربيجان | تاريخ انضمام جمهورية الكونغو |
| ----------- | ----------------------------------------- | --------------------- | ---------------------------- |
|             | البنك الدولي للإنشاء والتعمير             | 18 سبتمبر 1992        | 10 يوليو 1963                |
|             | يونسكو                                    | 3 يونيو 1992          | 24 أكتوبر 1960               |
|             | وكالة ضمان الاستثمار متعدد الأطراف        | 23 سبتمبر 1992        | 16 أكتوبر 1991               |
|             | منظمة الشرطة الجنائية الدولية             | ?                     | ?                            |
|             | مؤسسة التمويل الدولية                     | 11 أكتوبر 1995        | 1 أكتوبر 1980                |
|             | الأمم المتحدة                             | 2 مارس 1992           | 20 سبتمبر 1960               |
|             | مؤسسة التنمية الدولية                     | 31 مارس 1995          | 8 نوفمبر 1963                |
|             | منظمة حظر الأسلحة الكيميائية              | ?                     | ?                            |
|             | المركز الدولي لتسوية المنازعات الاستشارية | 18 أكتوبر 1992        | 14 أكتوبر 1966               |

## وصلات خارجية
- موقع وزارة الخارجية الأذربيجانية